# Ersteinsatz (Feuerwehr)
Mit dem Begriff Ersteinsatz bezeichnet man die Sofortmaßnahmen nach einem Unfall bzw. einen Ausrückstatus einer Freiwilligen Feuerwehr.

## Ersteinsatz
Generell bezeichnet man mit dem Ersteinsatz die ersten Maßnahmen, die die Rettungskräfte nach einem Notfall durchführen. Bei einem Ersteinsatz werden die Fahrzeuge benutzt, die im ersten Abmarsch zur Einsatzstelle ausrücken. Nachgeforderte Einheiten werden nicht mehr dem Ersteinsatz zugeordnet und zählen dann zum Bereich Nachschub.

## Ersteinsatz der Freiwilligen Feuerwehr
Nach knapp 13 Minuten ist das menschliche Gehirn mit Sauerstoff unterversorgt, was zu erheblichen Schäden oder im schlimmsten Fall zum Tod führen kann. Deshalb schlägt der „Arbeitskreis der Berufsfeuerwehren in Deutschland vor“, dass die Feuerwehr nach spätestens sieben Minuten Fahrzeit (zusätzlich noch eine Minute als Ausrückzeit) den Einsatzort erreichen soll, damit eine Personenrettung noch möglich ist. Dementsprechend sind die Brandschutz-Bedarfspläne der Kommunen und Gemeinden ausgerichtet.
Sollten die hauptamtlichen Kräfte, meistens Angehörige einer Berufsfeuerwehr (in größeren Städten gibt es auch zur Hauptarbeitszeit hauptamtlich besetzte Feuerwachen), nicht in den geforderten acht Minuten (in einigen Regionen sind es auch zehn) einen Ort in ihrem Einsatzbereich anfahren können, dann wird die nächstgelegene Freiwillige Feuerwehr im Ersteinsatz alarmiert, d. h., dass sie zu jedem Einsatz in ihrem Stadtteil alarmiert wird.
Besonders oft findet man in Großstädten Freiwillige Feuerwehren, die im Ersteinsatz fahren, hauptsächlich in den am Stadtrand gelegenen Ortsteilen. Sollte ein Einsatz aus dem jeweiligen Ort in der Leitstelle eingehen, wird vom Einsatzleitrechner (d. h. dem Computer der Leitstelle) immer zusätzlich zur Berufsfeuerwehr auch die Freiwillige Feuerwehr vorgeschlagen und alarmiert. An der Einsatzstelle beginnen die Freiwilligen sofort mit den Erstmaßnahmen. Damit diese nahtlos klappen, verfügen die Kräfte über eine entsprechende Ausbildung und technische Ausrüstung, um die Berufsfeuerwehr zu ersetzen. Je nach Lage unterstützt die Berufsfeuerwehr die Freiwillige Feuerwehr bei den Einsatzaktivitäten oder kann abrücken und ist wieder einsatzbereit.